# Martin Hirsch (Kunsthistoriker)
Martin Hirsch (* 1969 in München) ist ein deutscher Kunsthistoriker und Numismatiker.

## Leben
Martin Hirsch studierte ab 1991 Kunstgeschichte, Philosophie und Bayerische Kirchengeschichte an der Universität München, im Jahr 2000 erwarb er dort den Magister. 2006 wurde er in München mit einer Dissertation zum Thema Die spätgotische Tonplastik in Altbayern und den angrenzenden Gebieten promoviert. Im Anschluss war er wissenschaftlicher Volontär an der Staatlichen Münzsammlung München und am Bayerischen Nationalmuseum. Nach Tätigkeit als wissenschaftlicher Mitarbeiter an der Staatlichen Münzsammlung München war er ab 2012 Konservator für mittelalterliche Münzen, Medaillen der Renaissance und des Barock und geschnittene Steine nachantiker Zeit und ist seit dem 1. Juli 2023 Sammlungsdirektor.
Hirsch ist Mitglied in den Vorständen der Bayerischen Numismatischen Gesellschaft, der Deutschen Gesellschaft für Medaillenkunst sowie in der Redaktion des Jahrbuchs für Numismatik und Geldgeschichte. Zudem ist er Mitglied im Executive Committee der Fédération internationale de la médaille d’art.

## Veröffentlichungen (Auswahl)
- Die spätgotische Tonplastik in Altbayern und den angrenzenden Regionen. Imhoff, Petersberg 2010, ISBN 978-3-86568-616-9.